# Acraea hoeneli
Acraea hoeneli är en fjärilsart som beskrevs av Holland 1896. Acraea hoeneli ingår i släktet Acraea och familjen praktfjärilar. Inga underarter finns listade i Catalogue of Life.